# DTM 2004
DTM-säsongen 2004 kördes över 10 omgångar, med svensken Mattias Ekström som mästare. Det kördes även ett race utanför mästerskapet på Shanghais gator och det vanns av Gary Paffett.

## Delsegrare
| Datum        | Bana         | Vinnare           | Märke    |
| ------------ | ------------ | ----------------- | -------- |
| 18 april     | Hockenheim   | Gary Paffett      | Mercedes |
| 5 maj        | Estoril      | Christijan Albers | Mercedes |
| 16 maj       | Adria        | Mattias Ekström   | Audi     |
| 6 juni       | Lausitzring  | Mattias Ekström   | Audi     |
| 27 juni      | Norisring    | Gary Paffett      | Mercedes |
| 1 augusti    | Nürburgring  | Gary Paffett      | Mercedes |
| 8 augusti    | Oschersleben | Tom Kristensen    | Audi     |
| 5 september  | Zandvoort    | Mattias Ekström   | Audi     |
| 19 september | Brno         | Mattias Ekström   | Audi     |
| 3 oktober    | Hockenheim   | Bernd Schneider   | Mercedes |

## Slutställning
| Plats | Förare                | Märke    | Poäng |
| ----- | --------------------- | -------- | ----- |
| 1     | Mattias Ekström       | Audi     | 74    |
| 2     | Gary Paffett          | Mercedes | 57    |
| 3     | Christijan Albers     | Mercedes | 50    |
| 4     | Tom Kristensen        | Audi     | 43    |
| 5     | Martin Tomczyk        | Audi     | 39    |
| 6     | Bernd Schneider       | Mercedes | 36    |
| 7     | Jean Alesi            | Mercedes | 19    |
| 8     | Timo Scheider         | Opel     | 15    |
| 9     | Marcel Fässler        | Opel     | 13    |
| 10    | Laurent Aïello        | Opel     | 12    |
| 11    | Emanuele Pirro        | Audi     | 11    |
| 12    | Manuel Reuter         | Opel     | 9     |
| 13    | Peter Dumbreck        | Opel     | 6     |
| 14    | Heinz-Harald Frentzen | Opel     | 3     |
| 15    | Stefan Mücke          | Mercedes | 2     |
| 16    | Christian Abt         | Audi     | 1     |